# Iosif Vasile Gaidoș
Iosif Vasile Gaidoș (n. 7 iulie 1919, Ardud, județul Satu Mare – d. 3 martie 1998, Bocșa) a fost un pictor român din Banat, unul din reprezentanții grupului de artiști de la Bocșa Montană.

## Biografie
S-a născut la Ardud, județul Satu Mare, în 1919. A urmat clasele primare la Ocna Mureș, iar cele gimnaziale și liceul la Sebeș, Alba. În anii '40 a participat la cursurile libere ale școlii de pictură de la Baia Mare. A fost membru al mai multor asociații (Uniunea Artiștilor Plastici din Reșița, Asociația Județeană a Artiștilor Plastici Caraș-Severin, Asociația culturală „Tata Oancea” din Bocșa) și inițiator al Cenaclului Artiștilor Plastici „Tiberiu Bottlik” din Bocșa.
A lucrat ca inginer minier la Lupeni și Teliuc (județul Hunedoara), Vlăhița (județul Harghita), Șuncuiuș (județul Bihor), Bocșa (județul Caraș-Severin).
În 1963 s-a mutat la Bocșa Montană (județul Caraș-Severin) unde a trăit până la sfârșitul vieții.

## Activitatea artistică
Iosif Vasile Gaidoș a expus în 111 expoziții personale, atât în țară (Reșița, Cluj-Napoca, Hunedoara, Suceava, Târgu Jiu, Petroșani, Lupeni, Băile Herculane, Sebeș, Caransebeș, Bocșa) cât și în străinătate: Graz și Hartberg (Austria), La Valette-du-Var (Franța).
În 1966 a fost prezent cu trei lucrări în ulei la Expoziția țărilor socialiste de la Dresda, RDG. Foarte multe din lucrările sale se găsesc în colecții particulare din țară și de peste hotare iar numeroase lucrări sunt expuse în muzee:
- Muzeul Județean Reșița (36 de lucrări în ulei, 18 lucrări în acuarelă și 7 lucrări în pastel);
- Muzeul Municipal „Ioan Raica” din Sebeș (două lucrari în pastel);
- Muzeul din Băile Herculane (două lucrări în ulei; 5 lucrări în pastel și acuarelă).

Iosif Vasile Gaidoș a realizat lucrări monumentale precum decorarea hotelului Gorj din Târgu Jiu. În colaborare cu Eremia Profeta a contribuit la realizarea picturii murale a bisericii ortodoxe din Bocșa Vasiovei.
A fost preocupat de aspectele etnografice ale existenței rurale. În acest sens are multe lucrări cu case țărănești din diferite zone etnografice ale țării.
A fost prieten cu artiștii Eremia Profeta, Tiberiu Bottlik, Tania Baillayre și cu Emma Alster Chencinski, sora lui Arnold Chencinski (cunoscut sub pseudonimul Borgo Prund), reprezentanți ai grupului de artiști de la Bocșa Montană.